# ClimatePrediction.net

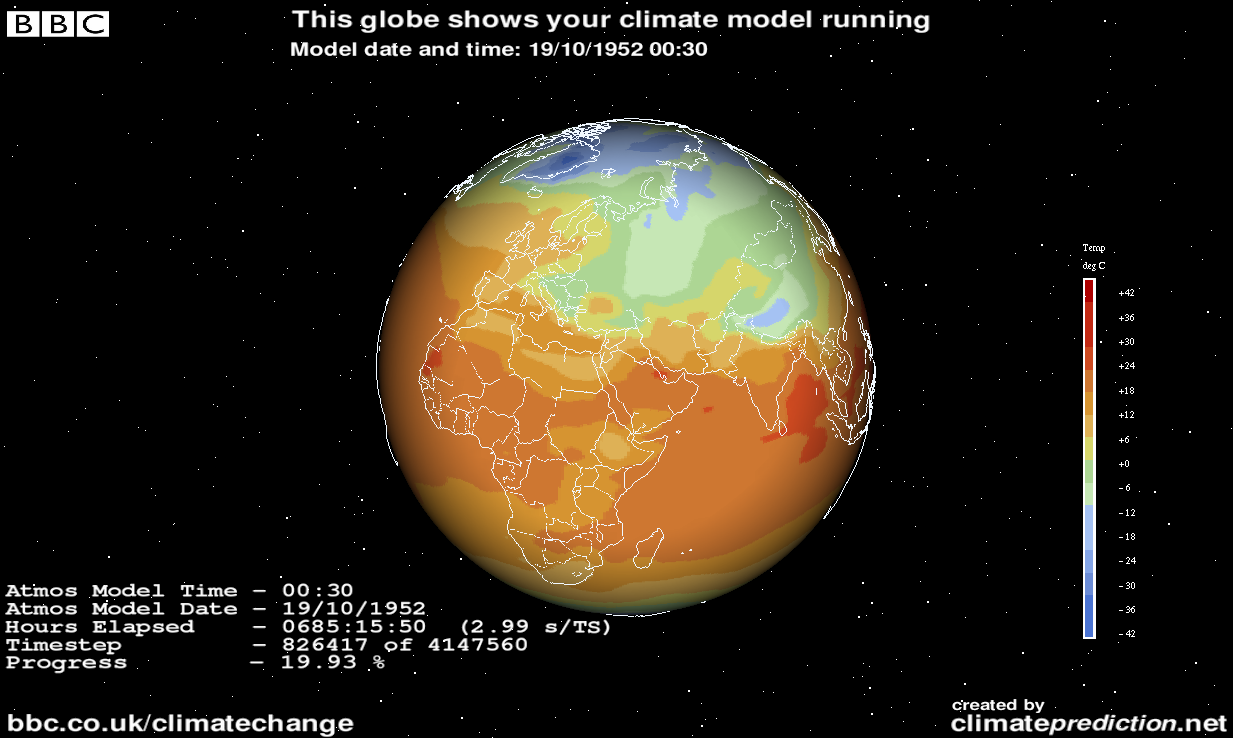
Progetto Climateprediction.net

Climateprediction.net, o CPDN, è un progetto di calcolo distribuito partito il 12 settembre 2003 con lo scopo di sviluppare modelli climatologici su larga scala. Viene portato avanti da numerose università europee tra cui l'Università di Oxford in Gran Bretagna.

## Software
La parte di calcolo è svolta da un software che utilizza la struttura del Berkeley Open Infrastructure for Network Computing ed è usabile solo su architettura x86 e sui sistemi operativi GNU/Linux e Microsoft Windows.